# Linha 2 do Biotrén
A Linha 2: Concepción ↔ Coronel é uma das linhas do Biotrén, inaugurada no dia 24 de novembro de 2005. Estende-se por cerca de 28,4 km.
Possui um total de 14 estações, das quais todas são superficiais. A Estação Concepción possibilita integração com a Linha 1.
A linha é operada pela Ferrocarriles del Sur (FESUR). Atende as seguintes comunas da Grande Concepción: Concepción, Coronel e San Pedro de la Paz. A linha cruza o Rio Biobío através da Ponte Ferroviária Bíobío, a maior do tipo situada no Chile.

## Trechos
A Linha 2, ao longo dos anos, foi sendo ampliada a medida que novos trechos eram entregues. A tabela abaixo lista cada trecho construído, junto com sua data de inauguração, o número de estações inauguradas e o número de estações acumulado:
| Trecho                       | Inauguração             | N.º de estações entregue                       | N.º de estações acumulado |
| ---------------------------- | ----------------------- | ---------------------------------------------- | ------------------------- |
| Concepción ↔ Lomas Coloradas | 24 de novembro de 2005  | 5 (mais 2 foram inauguradas em 2014 e em 2017) | 5                         |
| Lomas Coloradas ↔ Coronel    | 29 de fevereiro de 2016 | 7                                              | 13 (14 após 2017)         |

## Estações
| Nome                          | Inauguração             | Comuna              | Integração | Posição    | Latitude      | Longitude     |
| ----------------------------- | ----------------------- | ------------------- | ---------- | ---------- | ------------- | ------------- |
| Concepción                    | 24 de novembro de 2005  | Concepción          |            | Superfície | 36° 49' 48" S | 73° 03' 40" O |
| Juan Pablo II                 | 24 de novembro de 2005  | San Pedro de la Paz | -          | Superfície | 36° 50' 18" S | 73° 05' 52" O |
| Diagonal Biobío               | 24 de novembro de 2005  | San Pedro de la Paz | -          | Superfície | 36° 50' 14" S | 73° 07' 03" O |
| Alborada                      | 6 de março de 2014      | San Pedro de la Paz | -          | Superfície | 36° 50' 48" S | 73° 07' 51" O |
| Costa Mar                     | 24 de novembro de 2005  | San Pedro de la Paz | -          | Superfície | 36° 51' 16" S | 73° 07' 58" O |
| El Parque                     | 30 de janeiro de 2017   | San Pedro de la Paz | -          | Superfície | 36° 52' 04" S | 73° 08' 09" O |
| Lomas Coloradas               | 24 de novembro de 2005  | San Pedro de la Paz | -          | Superfície | 36° 52' 57" S | 73° 08' 22" O |
| Cardenal Raúl Silva Henríquez | 29 de fevereiro de 2016 | San Pedro de la Paz | -          | Superfície | 36° 53' 54" S | 73° 08' 36" O |
| Hito Galvarino                | 29 de fevereiro de 2016 | Coronel             | -          | Superfície | 36° 57' 13" S | 73° 09' 24" O |
| Los Canelos                   | 29 de fevereiro de 2016 | Coronel             | -          | Superfície | 36° 58' 49" S | 73° 09' 45" O |
| Huinca                        | 29 de fevereiro de 2016 | Coronel             | -          | Superfície | 36° 59' 17" S | 73° 09' 47" O |
| Cristo Redentor               | 29 de fevereiro de 2016 | Coronel             | -          | Superfície | 36° 59' 54" S | 73° 09' 45" O |
| Laguna Quiñenco               | 29 de fevereiro de 2016 | Coronel             | -          | Superfície | 37° 00' 46" S | 73° 09' 28" O |
| Coronel                       | 29 de fevereiro de 2016 | Coronel             | -          | Superfície | 37° 01' 27" S | 73° 09' 02" O |